# Linia de succesiune la tronul din Norvegia
Actualul monarh al Norvegiei este regele Harald al V-lea.

## Succesiunea la tron
- MS Regele (Harald V; n. 1937)

Stema monarhiei norvegiene

  - (1) ASR Prințul Moștenitor (Prințul Haakon; n. 1973)
    - (2) ASR Prințesa Ingrid Alexandra (n. 2004)
    -  (3) AS Prințul Sverre Magnus (n. 2005)

  - (4) AS Prințesa Märtha Louise (n. 1971)
    - (5) Maud Behn (n. 2003)
    - (6) Leah Behn (n. 2005)
    - (7) Emma Behn (n. 2008)